# Knjiga prigod za pihalni orkester
Knjiga prigod za pihalni orkester je album Pihalnega orkestra KUD Pošta Maribor, ki je izšel ob 75. obletnici delovanja ansambla na glasbeni CD plošči leta 2006 pri ZKP RTV Slovenija.

## O albumu
Album nosi naslov po istoimenski skladbi Roka Goloba (posnetki 2 do 4).
Posnet je bilv živo na tekmovanjih pihalnih orkestrov Slovenije v koncertni težavnostni skupini, in sicer v Kulturnem domu Krško maja 2000 (posnetki 7 do 11) in v Kulturnem domu Trbovlje maja 2003 (posnetki 1 do 6).
Priložena mu je knjižica s predstavitvijo orkestra ob jubileju.

## Seznam posnetkov
| CD              | CD                                                          | CD                  | CD              | CD      |
| Št.             | Naslov                                                      | Glasba              | Priredba        | Dolžina |
| --------------- | ----------------------------------------------------------- | ------------------- | --------------- | ------- |
| 1.              | „Intermezzo iz opere Ksenija‟                               | V. Parma            | V. Štrucl       | 3:35    |
| 2.              | „KNJIGA PRIGOD ZA PIHALNI ORKESTER: 1. Novice iz galaksije‟ | R. Golob            |                 | 3:20    |
| 3.              | „KNJIGA PRIGOD: 2. Godba gre na jug‟                        |                     |                 | 4:30    |
| 4.              | „KNJIGA PRIGOD: 3. Nostalgija za fanfare‟                   |                     |                 | 4:55    |
| 5.              | „SYMPHONY NO. 1, THE LORD OF THE RINGS: 2. Lothlorien‟      | J. de Meij          |                 | 7:41    |
| 6.              | „SYMPHONY NO. 1: 1. Gandalf‟                                |                     |                 | 6:30    |
| 7.              | „Hymne de St. Jean‟                                         | H. van Lijnschooten |                 | 3:21    |
| 8.              | „GODBA GRE V VESOLJE: 1. Pot‟                               | R. Golob            |                 | 5:30    |
| 9.              | „GODBA GRE V VESOLJE: 2. Planet nedolžnosti‟                |                     |                 | 6:01    |
| 10.             | „GODBA GRE V VESOLJE: 3. Finale‟                            |                     |                 | 4:16    |
| 11.             | „Armenian dances‟ (Part 1)                                  | A. Reed             |                 | 12:16   |
| Skupna dolžina: | Skupna dolžina:                                             | Skupna dolžina:     | Skupna dolžina: | 62:05   |

## Sodelujoči

### Pihalni orkester KUD Pošta Maribor
- Ervin Hartman – dirigent
- Diana Pajk – pikolo, flavta
- Polona Dovečar – flavta
- Maja Farkaš – flavta
- Ramona Fras – flavta
- Manja Iskra – flavta
- Tanja Karner – flavta
- Monika Lampret – flavta
- Nika Lopert – flavta
- Nina Pohleven – flavta
- Urška Sancin – flavta
- Adriana Ušaj – flavta
- Matjaž Dobnik – oboa
- Julija Šenveter – oboa
- Sašo Najglič – es klarinet
- Evgen Celcer – klarinet
- Aleksander Čonč – klarinet
- Marko Damiš – klarinet
- Faruk Dreca – klarinet
- Gregor Farasin – klarinet
- Simon Kapun – klarinet
- Matjaž Knez – klarinet
- Marko Mir – klarinet
- Dušan Mulec – klarinet
- Valter Petrič – klarinet
- Peter Robnik – klarinet
- Kaja Smoglavec – klarinet
- Lovro Turin – klarinet
- Marko Herzog – bas klarinet
- Tina Korošec – fagot
- Dejan Rihtarič – fagot
- Filip Agatić – altovski saksofon
- Tjaša Čerič – altovski saksofon
- Matjaž Drevenšek – altovski saksofon
- Marjan Rogina – tenorski saksofon
- Leon Repovž – tenorski saksofon
- Saša Smeh – baritonski saksofon
- David Hartman – tenor
- Ivan Jurišič – tenor
- Iztok Kaluža – tenor
- Jože Bombek – bariton
- Danijel Zemljič – bariton
- Izak Bela – rog
- Božidar Cvetrežnik – rog
- Matjaž Denac – rog
- Damijan Hartman – rog
- Dejan Rakovič – rog
- Vlado Jurc – krilovka
- Zdravko Kosi – krilovka
- Jure Močilnik – krilovka
- Stanko Rogina – krilovka
- Anton Štangler – krilovka
- Gregor Čerič – trobenta
- David Čonč – trobenta
- Dušan Hauptman – trobenta
- Zvonko Jambrovič – trobenta
- Mitja Keršič – trobenta
- Matej Kozel – trobenta
- Ervin Matjašič – pozavna
- Valerij Pravdič – pozavna
- Matija Varl – pozavna
- Stanko Vavh – pozavna
- Anton Knupleš – tuba
- Bojan Krajnc – tuba
- Ivan Pukmeister – tuba
- Franc Zajc – tuba
- Marko Furek – kontrabas
- Branko Smrtnik – kontrabas
- Branko Cimerlajt – tolkala
- Denis Dimitrič – tolkala
- Srečko Ješovnik – tolkala
- Fredi Kukovec – tolkala
- Borut Potrč – tolkala
- Boris Žgajnar – tolkala
- Damijana Arlati – klavir
- Mihael Weingerl – tehnični vodja

### Produkcija
- Januš Luznar – tonski mojster
- Matjaž Culiberg – tonski mojster
- Dečo Žgur – producent
- Darko Kukovič – masteriranje
- David Hartman – oblikovanje